# Предео изузетних одлика Слатине средњег Баната
Предео изузетних одлика Слатине средњег Баната је заштићено подручје за које је Министарство заштите животне средине на основу члана 42. став 8. Закона о заштити природе („Службени гласник РС”, бр. 36/09, 88/10, 91/10-исправка, 14/16 и 95/18-др. закони и 71/21) спровело поступак покретања заштите природног подручја II категорије, а који се налази дуж реке Тисе и Кикиндског канала, у Севернобанатском и Средњебанатском управном округу.

## Историјат
Покрајински завод за заштиту природе доставио је 23. јануара 2023. године Студију заштите Предела изузетних одлика Слатине средњег Баната Покрајинском секретаријату за урбанизам и заштиту животне средине, као надлежном органу. 15. августа 2019. године када је постављено ово обавештење на веб презентацији Министарства заштите животне средине престаје да важи Обавештење о поступку покретања заштите Предела изузетних одлика Слатине средњег Баната.

## Простор
Простор који се прадлаже као заштићено подручје Слатине средњег Баната налази се у Аутономној покрајини Војводини, у Севернобанатском и Средњебанатском управном округу, а простире се дуж реке Тисе и Кикиндског канала, између насеља Иђош, Сајан, Бочар, Ново Милошево и Меленци, на простору општина Кикинда, Зрењанин, Чока и Нови Бечеј.

## Целине и власништво
Предео изузетних одлика Слатине средњег Баната се простире у оквиру дванаест просторних целина, које се налазе на територији четири општине и осам припадајућих катастарских општина, чија укупна површина износи 9.329,31 ha. На тим просторима успостављена су два режима заштите:
- режим II степена заштите обухвата 2.489,91 ha (26,69%),
- режим заштите III степена 6.839,40 ha (73,31%) од укупне површине предложене за заштиту.

Према структури површина катастарских општина Кумане, Нови Бечеј, Меленци, Ново Милошево, Бочар, Сајан, Иђош, Падеј, по власништву, површине у заштићеном подручју су у државној (76,71%), приватној (11,06%), јавној (10,88%), задружној (0,63%) и другим облицима (0,72%) својине.

## Категорија заштићеног подручја
Предео изузетних одлика Слатине средњег Баната према Правилнику о критеријумима вредновања и поступку категоризације заштићених подручја („Службени гласник РС”, број 97/15) ПИО „Слатине средњег Баната” сврстава се у II категорију – покрајинског/регионалног, односно великог значаја.
Предео је Према Уредби о еколошкој мрежи („Службени гласник РС”, број 102/10) издвојено као међународно значајно подручје за биљке под називом „Средњи Банат I (део: Острово)”, које припада eколошки значајном подручју Републике Србије под редним бр. 8 – „Слано копово”.

## Биљни и животињски свет
У широј околини Бочара и Новог Милошева, смештене су заједнице сланих високих ситишта и мочвара џомбара. На овом подручју налазе се строго заштићене, као и  међународно заштићене врсте инсеката, малена стрижибуба и панонски ендемски скакавац. На територији природног добра забележено је и станиште у Србији ретке и строго заштићене врсте подунавског мрмољка. Подручје је веома значајно и за очување неких од најугроженијих представника орнитофауне на националном нивоу, где спадају сива ветрушка, модроврана, сиви сврачак, модровољка, обична муљача и велика царска шљука. Слатине средњег Баната имају велику улогу током миграција птица као њихово успутно хранилиште и одмаралиште. Ту су и велике популације текунице.